# フランク・ワースリー
フランク・アーサー・ワースリー（英: Frank Arthur Worsley、1872年2月22日 - 1943年2月1日）は、ニュージーランド出身の船員、かつ探検家である。1914年から1916年に行われたアーネスト・シャクルトンの帝国南極横断探検隊では、エンデュアランスの船長を務めた。第一次世界大戦ではイギリス海軍予備員として仕えた。
1872年2月22日にニュージーランド、アカロアで生まれ、1888年にはニュージーランド・シッピング社に入った。ニュージーランド、イングランド、南太平洋を結ぶ貿易路を航行する幾つかの船に乗った。南太平洋で乗務しているときに、ちっぽけな遠隔の島々に誘導する能力で有名になった。1902年にイギリス海軍予備員に加わり、1年間HMSスウィフトシュアに乗務した後、商船海軍に戻った。1914年、南極大陸横断を目指した帝国南極横断探検隊に参加した。遠征船エンデュアランスが氷に捕まえられ、難破したとき、ワースリーとその他の隊員は3隻の救命ボートで南極半島沖にあるエレファント島に行った。ここからワースリーとシャクルトン、その他に4人の隊員が艇長22フィート (6.7 m) の救命ボートジェイムズ・ケアード号で嵐の南大西洋800海里 (1,500 km) を渡り、目的地としていたサウスジョージア島に到着できた。ワースリーのナビゲーション能力はこのジェイムズ・ケアード号が安全に到着するために重要だった。シャクルトン、ワースリー、および水兵のトム・クリーンがその後に歩いてサウスジョージア島を36時間掛けて横断し、ストロムネスの捕鯨基地に行って助けを得られた。ワースリーとシャクルトンはタグボートに乗ってエレファント島に戻り、島に残っていた遠征隊員を救出した。
第一次世界大戦のとき、ワースリーはQシップのPC.61艦長となった。1917年9月26日、ドイツの潜水艦SM UC-33に対して熟練した衝角攻撃を行い、沈没させた。その時に果たした役割に対して、殊勲従軍勲章を授けられた。さらにその後はロシア北極海沿岸部への物資輸送を行い、ボルシェビキに対する北ロシア干渉では殊勲従軍勲章にバーを追加された。その後大英帝国勲章（オフィサー）も受章した。1921年から1922年、シャクルトンの最後の南極遠征に、クエスト船長として参加した。商船海軍に乗務する間に、北極海の遠征を率い、ココ島（コスタリカ）では宝探しに参加した。極地探検や乗船勤務の間の経験について幾つかの著書も著した。第二次世界大戦のときは、当初フランスとノルウェーで国際赤十字に務めた。1941年、年齢を偽って商船海軍に参加できた。当局にその実年齢が分かると任務を外された。ワースリーは1943年、イングランドで肺癌のために死んだ。

## 初期の経歴
フランク・アーサー・ワースリーは1872年2月22日に、ニュージーランドのアカロアで生まれた。父は農夫のヘンリー・ワースリー、母はジョージアナであり、その3人の子供の1人だった。祖父はヘンリー・フランシス・ワースリー（1806年-1876年）であり、1851年12月に大家族と共にイングランドのラグビーからコーンウォール号に乗り、ニュージーランドのリトルトンに移住して来ていた。ワースリーの母は彼がまだ幼児の時に死んだ。ワースリーはアカロアの学校に送られたが、父がペラキの土地を開墾するために家族を連れて移転したので、暫くは家庭で教育を受けた。ワースリーが11歳のとき、兄のハリーが家を離れてニュージーランド・シッピング社に徒弟として入り、それと同時期に父がワースリーと13歳の姉を連れて、クライストチャーチに移転した。ワースリーはフェンドルトン学校に入学し、学校の最終学年では首席で卒業した。
ワースリーは兄と同様に海員になること興味を抱いた。1887年、ニュージーランド・シッピング社に応募したが、まだ身長が足りなかったために断られた。それでも6か月後に再挑戦して成功した。ワースリーは、ロンドンに羊毛を運ぶ3本マストのクリッパーワイロアでジュニア・ミッドシップマンとして契約した。

## 海員としての経歴
ワースリーはその会社の多くに船に乗務し、数年間ニュージーランドとイングランドの間の交易ルートを航海した。1891年には三等航海士になり、翌年には5等士官になった。1895年3等士官のときに、ニュージーランド・シッピング社を辞めてニュージーランド政府蒸気船サービスに移った。その最初の任務は太平洋諸島に向かう蒸気船ツタネカイで二等航海士だった。有能で経験を積んだ士官と認められたが、いたずらが嫌いではなかった。1899年のある航海でツタネカイは、ドイツ領サモアの首都アピアの港に停泊した。その夜、ワースリーは岸に揚がって、港の正面にあるドイツ領事館の国旗掲揚柱にたなびいていた国旗を盗んだ。ドイツ領事がこの盗難を発見すると、このとき港にいた唯一の商船であるツタネカイの乗組員の中に容疑者がいると考えた。領事は、やはり港に停泊していたSMSファルケの水兵一隊とともにツタネカイに乗船して国旗を探したが、船長が抗議した後で、手ぶらで出て行った。船長が後にワースリーが犯人だと分かったとしても、その経歴に影響することは無かった。その後ニュージーランド政府蒸気船サービスの別の蒸気船ヒネモアに一等航海士として指名された。
1900年6月、ワースリーは外国航路船の船長の資格試験を受け、優秀な成績で合格し、そのことで表彰された2人のうちの1人となった。これで船長資格を得ると最初にカウンテス・オブ・ランファーリーの船長を任された。これは南太平洋の交易ルートを担当するニュージーランド政府蒸気船サービスの3本マストスクーナーであり、主にニュージーランドの属国であるクック諸島とニウエに回った。

### イギリス海軍予備員
カウンテス・オブ・ランファーリーの船長をしている間にイギリス海軍予備員に加わり、1902年1月1日には海軍中尉に任命された。1904年、カウンテス・オブ・ランファーリーが売却されたために、ワースリーは船長ではなくなった。そのままニュージーランド政府蒸気船サービスの従業員に留まるよりも、広く海外に仕事を求めることにした。シドニーに行って、ちょうどニュージーランド政府に購入されたばかりでニュージーランドに回航されていたHMSスパロウの一等航海士の職を得た。1905年3月、スパロウがウェリントンに到着すると、それを訓練船に転換する間の指揮官に選ばれた。ワースリーが1906年初期にイングランドに向けて旅立ったのは、まだその転換が未了の段階だった。
1906年3月、ワースリーはイングランドに到着すると、イギリス海軍予備員としてさらに訓練を積むことにした。HMSサイク乗艦となり、機雷、大砲、航行のスペシャリストとして訓練を受けた。その後の5月には大尉に昇進した。その後の2年間で、12か月乗艦したHMSスウィフトシュアなど多くのイギリス海軍艦船に乗務した。その後は商船海軍に戻り、イングランドからカナダや南アメリカに定期的に航行するアラン・ライン・ロイヤル・メイル・スティーマーズで職を得た。その後の数年間は間歇的にイギリス海軍予備員の任務に呼び出された。その中には1911年に1か月乗務したHMSニュージーランドもあった。

## 帝国南極横断探検隊

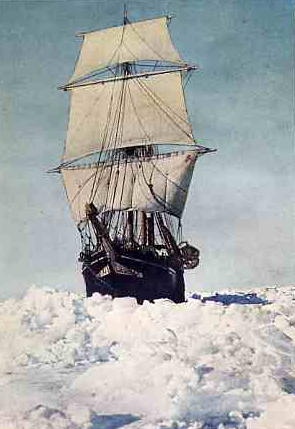
総帆のエンデュアランス、1915年頃

1914年、探検家のアーネスト・シャクルトンが、南極大陸を初めて横断することを目標とした遠征の準備を始めていた。1911年に南極点到達の先陣争いで、ロバート・ファルコン・スコットがノルウェーのロアール・アムンセンに敗れており、極圏探検におけるイギリスの名声には汚点が付いたと見なされていた。シャクルトンの遠征は、イギリスを南極探検の最前線に戻すことが意図された。シャクルトンはロンドンのバーリントン道路に本部を構え、隊員の候補者を面接していた。まだ1つ空いていた地位が遠征船エンデュアランスの船長の職だった。
ワースリーは新しい職を待ってロンドンにいる間に、バーリントン通りを漂う氷山の周りで船を航行させていたという夢の結果として、この遠征に加わることになった。ワースリーはその夢を何かの予兆だと考え、翌日急ぎバーリントン通りに行き、シャクルトンが帝国南極横断探検隊と呼んだものの広告を打っている建物の印に気付いた。すぐさまその建物に入り、シャクルトンと面会した。僅か数分間の会話をしただけで、シャクルトンがエンデュアランスの船長を提案し、ワースリーが受けた。
エンデュアランスは1914年8月8日にイングランドを出発し、ブエノスアイレスに向かった。シャクルトンは別便でブエノスアイレスに向かって合流することになっていた。遠征隊の出発から問題が生じた。おりから第一次世界大戦が勃発し、ワースリーを含め何人かの隊員はイギリス海軍予備員の任務に呼び出される可能性があったので、航海の延期を提案した。しかし、海軍本部はシャクルトンに、イギリスが8月4日にドイツ帝国に宣戦布告した後であっても、その計画を推進するよう助言した。エンデュアランスの出発直前にワースリーは当局に行って、イギリス海軍予備員は当面招集されないことを確認した。南アメリカに向かう間に燃料が少なくなり、南極で遠征基地を建設するために計画されていた木材を燃やしてエンジンを回し続けた。ワースリーは、アルコールの消費についてほとんど規律や規制が無いという船で、比較的リラックスして乗務していた。中立港のマデイラで一時寄港したときには、4人の隊員が酒場での乱闘に巻き込まれた。その港に停泊しているときに、近くにいたドイツ船がエンデュアランスに振って来て損傷を与えた。これに怒ったワースリーは他の隊員数人と共にドイツ船に乗り込み、その乗組員にエンデュアランスの修理をさせた。
シャクルトンはブエノスアイレスで遠征隊に追いつくと、その日までの航海でワースリーがどのようにしていたか説明を聞いて、船長に選んだことを心配し始めた。ワースリーは南極の冬の間に隊員のために物資を補給する任務があったが、その指導力でそれを実行できるだけのものがあるか疑い始めた。ブエノスアイレスで物資を補給した後の10月26日に、エンデュアランスは南大西洋の遠隔の島であるサウスジョージア島に向かった。11月5日には予定通りノルウェーの捕鯨基地であるグリトビケン・ステーションに到着した。そこのノルウェー人は南極の叢氷が通常よりは北に押し出しているという、ブエノスアイレスで受け取っていた報告を確認した。シャクルトンはノルウェー人の忠告に従って出発を夏の遅くまで延期し、ウェッデル海に向けて出港したのは12月5日になってからだった。

### 氷による閉塞
エンデュアランスはサウスジョージア島を出発してから3日後に叢氷と出逢い、ワースリーは様々な氷山の間を抜けて船を操船し始めた。ある場合には氷を押し分けて進むことが必要な場合もあった。進行度は日によってばらばらとなった。ほとんど前に進めない日もあれば、大きく海が開けて南に速やかに進むことができた日もあった。ワースリーは見張り所から氷の割れ目を探し、直接操舵手に指示をおくることも多かった。ワースリーの気性が命令に従うよりも命令を与えることに向いていないこと、命令を出すとすれば最大限の決断で出していることにシャクルトンが気付いたのはこの時期だった。
1915年1月18日、船は氷に囲まれてしまった。数日間の内にエンデュアランスは氷に固く囲まれ、次の冬までそのままになりそうなことが明らかになった。氷に囲まれたまま、船は西に漂流を始め、遠征隊は越冬体制に入った。当初の計画では、陸上部隊を南極大陸に残し、一方ワースリーがエンデュアランスを北に移動させるはずだった。長期間にわたって遠征隊全員が船の上で生活するとは予想だにしていなかった。ワースリーは挑戦を好んだ。真冬であっても客室ではなく廊下で眠り、氷の上で雪の風呂に浸かることで船上の隊員を驚かせた。エンデュアランスが氷に捕まってからやることがなくなったので、大洋の深さを測り、標本を集めることに没頭した。後には『生物学、測深および磁気の記録、ウェッデル海、1914年-1916年』と題する報告書を書いた。
7月までに、氷がエンデュアランスを潰してしまいそうに思えるようになった。エンデュアランスは氷の圧力で軋み、震えていた。シャクルトンはワースリーに、必要な場合には直ぐにも船を捨てる準備をするよう指示を出した。ワースリーは当初半信半疑であり、シャクルトンに「貴方は真剣に船が無くなると私に告げようとしているのか？」と尋ねた。シャクルトンは「船長、この船は生き残れないよ」と答えた。最終的に10月24日、氷の圧力でエンデュアランスの船尾ポストが捻じれ、船は直ぐに傾き始めた。水漏れを止め、水を掻い出す懸命の努力が行われたが、シャクルトンは3日後に船を捨てる命令を出した。隊員は生存のための物資を降ろし、10月30日に200マイル (320 km) 北東のロバートソン島に向かうべく氷に降り立った。その3日後には、氷の表面が粗すぎて、橇で移動するには向かないことが分かった。エンデュアランスが沈んだ所から僅か1.5マイル (2.4 km) 進んだだけで、遠征隊は氷が割れるのを待つために宿営を張ることに決めた。潰れたエンデュアランスはまだ完全に沈んではおらず、そこから木材やテントを運び出して、オーシャン・キャンプと呼んだ間に合わせのキャンプが設営された。遠征隊は12月23日まで2か月間そこに留まってからキャンプを打ち上げた。

ジェイムズ・ケアード号がエレファント島まで進んだ経路（緑線）とその後サウスジョージア島まで進んだ経路（青線）

当時温度が上がっていたので足元の状態は軟かだった。シャクルトンは夜間に移動を行うこととし、エンデュアランスの救命ボート3隻を後ろに引き摺っていた。この引き摺り作業は大変な労働であり、シャクルトンと隊員は1週間強努力した後で、再度キャンプを張ることを強いられた。足元の氷は耐えず北に漂流していた。1916年4月までにエレファント島を視認できるまで近づいていたが、氷の割れが始まっていた。シャクルトンは救命ボートへの乗船を命じた。ワースリーはその1隻ダドリー・ドッカーを任された。氷と潮流が進行を妨げたのでエレファント島までは1週間を要して辿り着いた。
最初の数日は近くにある浮氷の上でキャンプし、常に氷が割れる危険性と隣り合わせだったが、最後の4泊はボートの上であり、ワースリーはその間の大半である90時間をかじ取りをして眠ることなく真っ直ぐに進んだ。甲板の無いボートでもその経験がダドリー・ドッカーの健全な操作に現れ、そのナビゲーション能力は優れたものであり、一度お誂えの風を掴むとエレファント島まで過たずに救命ボートの船隊を進めることができた。海上にあった最後の夜、その日早くにエレファント島が見えており、荒海のためにワースリーのボートと他の2隻が離れ離れになった。ワースリーのボートが水を掴み激流に乗っている間、ワースリーはダドリー・ドッカーの舵を夜通し掴んでいた。翌朝緊張から解放されると直ぐに眠りに落ち、頭を蹴られないと目を覚まさないくらいだった。ワースリーの仲間がその深い眠りから揺り起こすために使った方法をやっと理解できたのは3年も経った後のことだった。ダドリー・ドッカーは4月15日に岸に乗り上げ、エレファント島の砂利浜に他の救命ボートと共に上陸できた。遠征隊にとってほぼ18か月振りの陸地だった。

### ジェイムズ・ケアード号の航海
幅20マイル (32 km) の岩と氷の島、エレファント島は、ほとんど隠れ場もなく、特に冬が近づいている時期で、隊員の多くが続く試練のために体力が弱っている時には有難くない環境だった。さらにこの場所は捜索隊が視認したり、通りすがりの捕鯨船が認めたりする可能性がほとんど無かった。エレファント島に上陸してから数日の内に、シャクルトンは小さな隊を率い、最大の救命ボートであるジェイムズ・ケアード号（遠征の後援者の1人の名前を付けていた）で800海里 (1,500 km) 離れたサウスジョージアまで航海することに決めた。そこまで行けば救援船の協力を得て、島に残された隊員を救出に来られるはずだった。ワースリーはそのナビゲーション能力故にシャクルトンに印象を与えており、同行することを志願した。ジェイムズ・ケアード号は元々ワースリーの仕様書で建造されたものであり、艇長22.5フィート (6.9 m) のボートだった。遠征隊の船大工ハリー・マクニッシュが即座にその外洋航海性を高める改良に取り掛かった。4月24日、天候が晴れ、30日分の食料を積んだジェイムズ・ケアード号はエレファント島を離れた。ワースリーの任務は南大西洋上をサウスジョージア島までナビゲイトすることだった。ジェイムズ・ケアード号が南大西洋に入ったときにエラーの余裕は無く、もし島を見つけられなければ、この救命ボートに乗った隊員ばかりか、エレファント島に残った隊員全員の死を意味していた。島を出た頃の天候は好都合であり、ボートの位置を見定めるために高度の低い冬の太陽を視認することができた。

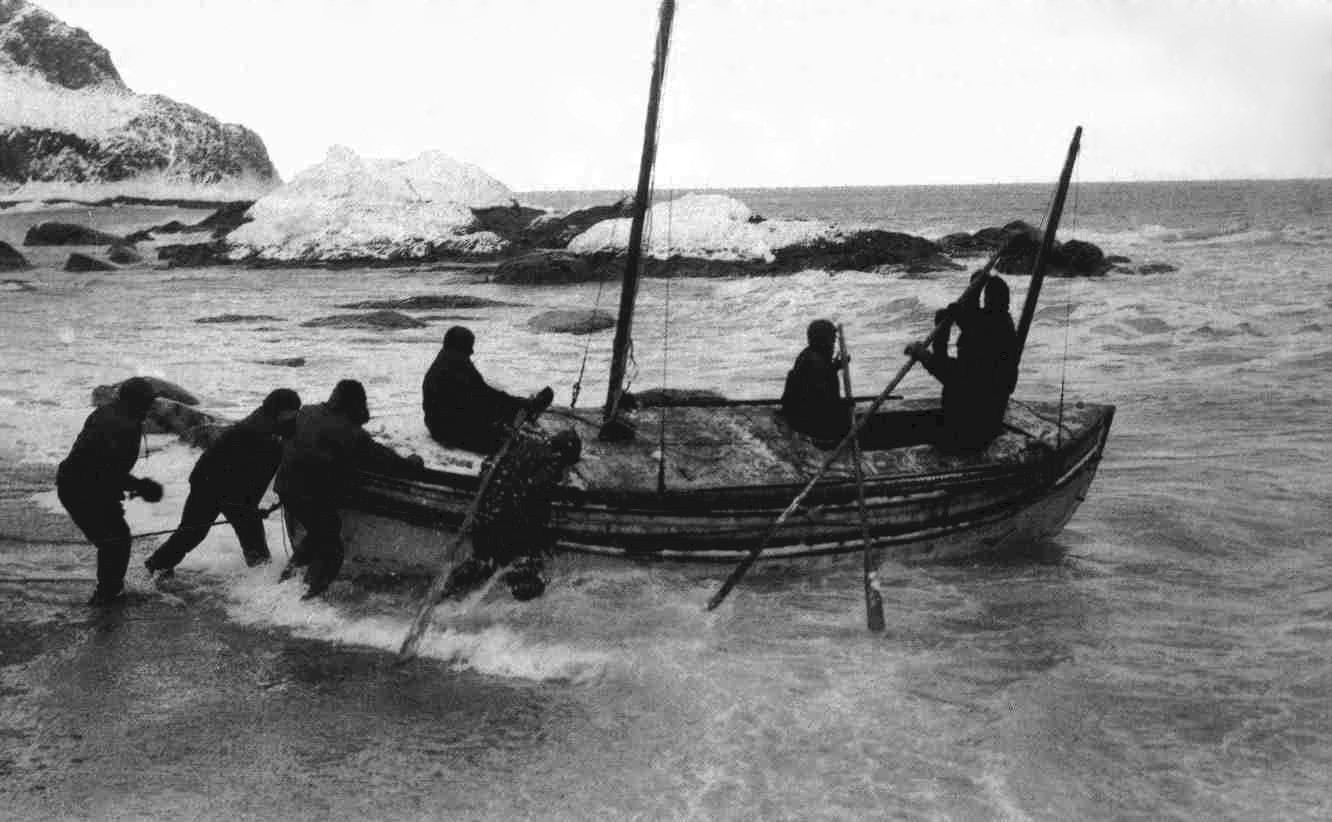
エレファント島の海岸から出発するジェイムズ・ケアード号、1916年4月24日

ジェイムズ・ケアード号にはシャクルトンとワースリーに加えて、大工のマクニッシュ、水兵のジョン・ビンセントとティモシー・マッカーシー、さらに経験を積んだトム・クリーンが乗っていた。島を離れてから間もなく氷に遭遇したが、ワースリーがその間を抜けて開けた海に誘導した。この旅の間、乗員は3人2組が後退でウォッチにあたり、荒海の中をサウスジョージア島まで辿り着くのに16日間を要した。この航海の大半で、天候は大荒れであり、ワースリーがその六分儀を使って位置決めできたのは数回に過ぎなかった。そのうちの一度について「片腕でマストを抱きしめ、マストと六分儀、その他全ての周りに前後ろに振られ」ており、「ボートが波の頂点に飛び出したときに太陽を掴む」ことになったと記述していた。波が非常に荒かったときには、位置決めをする間に他の隊員に抱きしめられていた。温度が降下したときには、隊員が1分間交代でジェイムズ・ケアード号の上面についた氷を払い落として、浮力を保っていた。荒海では、隊員がボートの甲板に行けるとしてもかなりの危険性があった。
ワースリーは2週間後に島を視認できないことを心配し始め、シャクルトンに、現在位置の精度が10マイル (16 km) 以内には抑えられないと告げた。その結果、シャクルトンはジェイムズ・ケアード号をサウスジョージア島の西海岸に着けるよう命じた。偏西風の影響を考えれば、目標に付けるのをしくじったとしても、島の東側に付けられることを意味していた。翌日、海藻が浮いているのを視認でき、頭上を海鳥が舞っているのが見られた。これは前方に島があることを示していた。5月8日、霧とスコールの向こうにサウスジョージア島のデミドフ岬を視認でき、まさしくワースリーが計算したコースの船上にあることが分かった。ワースリーは「聳え立つ黒い岩山とその側面に雪のレース模様。一瞥してまた隠れた。我々は互いを快活に見合い、滑稽な苦笑いをして」見ていた。海と風の状態のために、ノルウェー人の捕鯨基地に直接寄せることができそうになかった。そこは東海岸にあり148マイル (238 km) ほども離れていた。その代りに南西海岸のキングホーコン湾にボートを付けることにした。このときは飲み水も無くなっている状態だった。荒海によって岩の多い海岸に寄せられるので、夜の間に吹きよせられないようにした。翌日は強風が吹き、最大限の努力はしたが、もう一晩沖で待つことにした。5月10日の状態はかなり良くなり、逆風のために最初の数回の試みは失敗したが、ワースリーが注意深くジェイムズ・ケアード号を進めてキングホーコン湾を守る岩礁を通り砂利浜に上陸した。

### 山越え

サウスジョージア島、ジェイムズ・ケアード号が上陸したキングホーコン湾は島の西の南側、大きな金床の形をした切れ込みにある

隊員は近くの水流で喉の渇きを癒した後、ジェイムズ・ケアード号の荷を降ろし、サウスジョージア島最初の夜を洞窟で過ごした。翌日シャクルトンは島の反対側にあるノルウェーの捕鯨基地ストロムネス湾まで、山越えで歩いていくと宣言した。隊員は疲労が蓄積しており、ジェイムズ・ケアード号はボロボロになっていたので、島を回り込むのは無理だと判断した。ストロムネス湾までの山道は22マイル (35 km) あり、数日休んだ後の5月19日に、シャクルトン、ワースリー、トム・クリーンの3人で出発した。サウスジョージア島の内陸部は山がちであり、氷河に覆われていた。持っているサウスジョージア島の地図は海岸線のみを示しており、進んでいた道が行き止まりになった場合には後戻りを余儀なくされるときもあった。休憩も無く36時間歩きとおして、3人はストロムネス湾に到着し、捕鯨基地のマネジャーの所に連れていかれた。そのマネジャーはシャクルトンを識別できなかった。約2年前に遠征隊がこの島に停船したときに二人は顔を合わせていた。暖かい風呂に浸かり、大食いした後で、ワースリーは捕鯨船でキングホーコン湾に残してきた3人の回収のために出発した。その夜強い吹雪が島を襲った。ワースリー達が山道を越えているときにそのような気象になれば、3人は死んでいた可能性があった。山越えの間の気象は比較的良かった。後に3人全員が、彼らに随いてきた「4人目の存在」のことを話していた。この山越えに関するワースリーの証言では「私は再度自分で隊員の数を数えていた。シャクルトン、クリーン、それに私、そしてもう一人は？もちろん3人しか居なかったが、この山越えを思い出すと、常に心の中で4人目を考えており、その後に我々だけだったと考え直すのが不思議である」と記していた。
翌日、マクニッシュ、マッカーシー、ビンセントが拾われた。髭を剃ったばかりのワースリーが岸に降り立っても、彼らはワースリーを識別できなかった。砂利浜に引き上げられて、隠れ場にするためにひっくり返されていたジェイムズ・ケアード号も回収された。

### エレファント島残留隊の救援
マクニッシュたちがストロムネス湾に連れて来られてから3日後、シャクルトン、クリーン、ワースリー、および捕鯨基地の志願者たちが、傭船でエレファント島に向けて出港した。彼らは島から60マイル (100 km) 以内まで近づいたが、氷のためにそれ以上南に進めなかった。氷を割って進めないと判断した彼らは、より適切な船を得るためにフォークランド諸島に行った。このときまでに遠征隊の運命に関する情報がイギリスに届いていた。善意や支援のメッセージは届いていたものの、フォークランド諸島で見つけたイギリス船は、ロバート・ファルコン・スコットが昔使った遠征船RRSディスカバリーだけだったが、それは10月まで使えなかった。戦争のために他の有効な船は使えない状態になっていた。
シャクルトンにとって10月まで待つのは受け入れられないことであり、エレファント島に残されている隊員のことを思って他の船の探索を続けた。イギリス外務省はウルグアイ、チリ、アルゼンチン政府を説得し、適当な船舶を提供するようにした。ウルグアイが小さな測量船で応じ、これがエレファント島を視認できる所まで行ったが、これも帰ってくるしかなかった。7月12日に出発したアルゼンチンの船は3週間の悪天候の中で失敗した。チリが「イェルチョ号」を提供し、この鋼製蒸気船でシャクルトン、ワースリー、クリーンが乗組員と共に8月25日に出発した。それまで3回の試みとは対照的に、気象が味方し、8月30日にはエレファント島に到着し、そこに残してきた22人の隊員全員が生きていることを発見した。1時間の間に全員を救出し、氷に捉われないためにイェルチョ号は即座にプンタ・アレーナスに向けて出発した。プンタ・アレーナスでは大ファンファーレによって歓迎された。ワースリーは後に「我々がボートの旅で出てから4か月も過酷な環境で暮らしていた22人のことを私は常にすまないと思っていた、そして4度目の救出の試みは彼らを喜ばしく救出して終わった」と記した。
ワースリーがキングホーコン湾からマクニッシュ達を引き取りに行った間に、シャクルトンはロス海支隊の運命について助言を受けていた。ロス海支隊はシャクルトンが南極大陸を横断するルートに補給物資を置きに行っていた。10人の陸上部隊がハットポイントに基地を作り、その遠征船でシャクルトンが所有するSYオーロラはエバンス岬で越冬していた。1915年5月、オーロラを係留していた索が切れて、氷に捉われたまま流された。オーロラは損傷も受けながら6か月間氷に閉ざされたまま漂流し、その後に氷を破って自由になった。その船長ジョセフ・ステンハウスは1916年3月にニュージーランドまで航行することができた。ハットポイントに残された陸上部隊については2年間近くも情報が入らないままになった。シャクルトンはエレファント島から救出した隊員とアルゼンチンに移動した後、ワースリーと共にニュージーランドに向かった。そこからはロス海支隊を救出に南に向かってくれる船を見つける考えだった。
シャクルトンはロス海支隊の陸上部隊を救出するときにワースリーの能力を生かせると考えたので彼を連れて行った。しかし1916年12月にニュージーランドに到着した後、船を確保できないことが分かった。彼らはシャクルトンを船長としてオーロラを使うことを予測していた。しかし、それまでの間に、オーストラリア、ニュージーランドとイギリスの政府が救援のための資金を出すことで合意しており、シャクルトンが嫌いなオーストラリアの探検家ダグラス・モーソンの影響力もあり、オーストラリア政府が独自の船長を指名していた。シャクルトンは長い交渉の後で、定員外士官としてオーロラに乗船して南極に向かった。ワースリーは後に残されたが、イギリスまでの船賃を払ってもらったことで宥められた。ロス海支隊の生き残っていた7人が救援された。ワースリーはこの遠征に参加したことで、後に極圏メダルを授けられた。

## 第一次世界大戦
シャクルトンがロス海で陸上部隊の生き残りを拾ってニュージーランドに戻ってから間もなく、ワースリーはRMSマクラでイングランドに移動した。イギリス海軍予備員の士官としてドイツ帝国に対する戦争に参戦したいと思っていた。リヴァプールに到着するとロンドンに向かい、直ぐにチャタムの基地であるHMSペンブローク乗務となった。ここで3か月間Uボートに対する戦闘方法を学んだ。Uボートは大西洋を渡る輸送船団にかなりの損害を与えていた。Uボートに対しては幾つかの戦術が適用されていた。その1つにQシップという小さな商船を使うものがあった。これは通常は隠しており、浮上して非武装の船舶に接近してくるUボートに対して利用できる武装を装備していた。もう1つの戦術はPボートを使うものであり、これは輸送船団を護衛するパトロール船であり、対潜攻撃を任務としていた。Pボートは特徴ある外観をしており、Uボートの指揮官がそれを認識して避けるようになると、その有効性が損なわれた。その後に建造されたPボートは商船に近いありふれた形状をしており、その意味でQシップに近いものになった。
1917年7月、ワースリーは後期Pボートの1隻PC.61の艦長に指名され、ジョセフ・ステンハウスがその一等航海士になった。PC.61は1917年7月31日に就役し、半自動式4インチ (100 mm) 砲を装備し、使わない時はクレーン・デリックに吊るされた防水シートで覆われていた。船首には衝角を付けていた。その就役から間もなくワースリーはパトロールで出港した。大半のパトロールは何もなくて終わるものだが、時にはUボートが視認され、追跡するが大抵は逃げられていた。時には魚雷が発射されることもあった。ワースリーはPC.61がイギリス海軍の艦艇だとあまりに容易に識別できるので、Uボートが慎重になり海上では攻撃してこないと考えた。Uボートはその代わりに水中から魚雷で攻撃して来た。

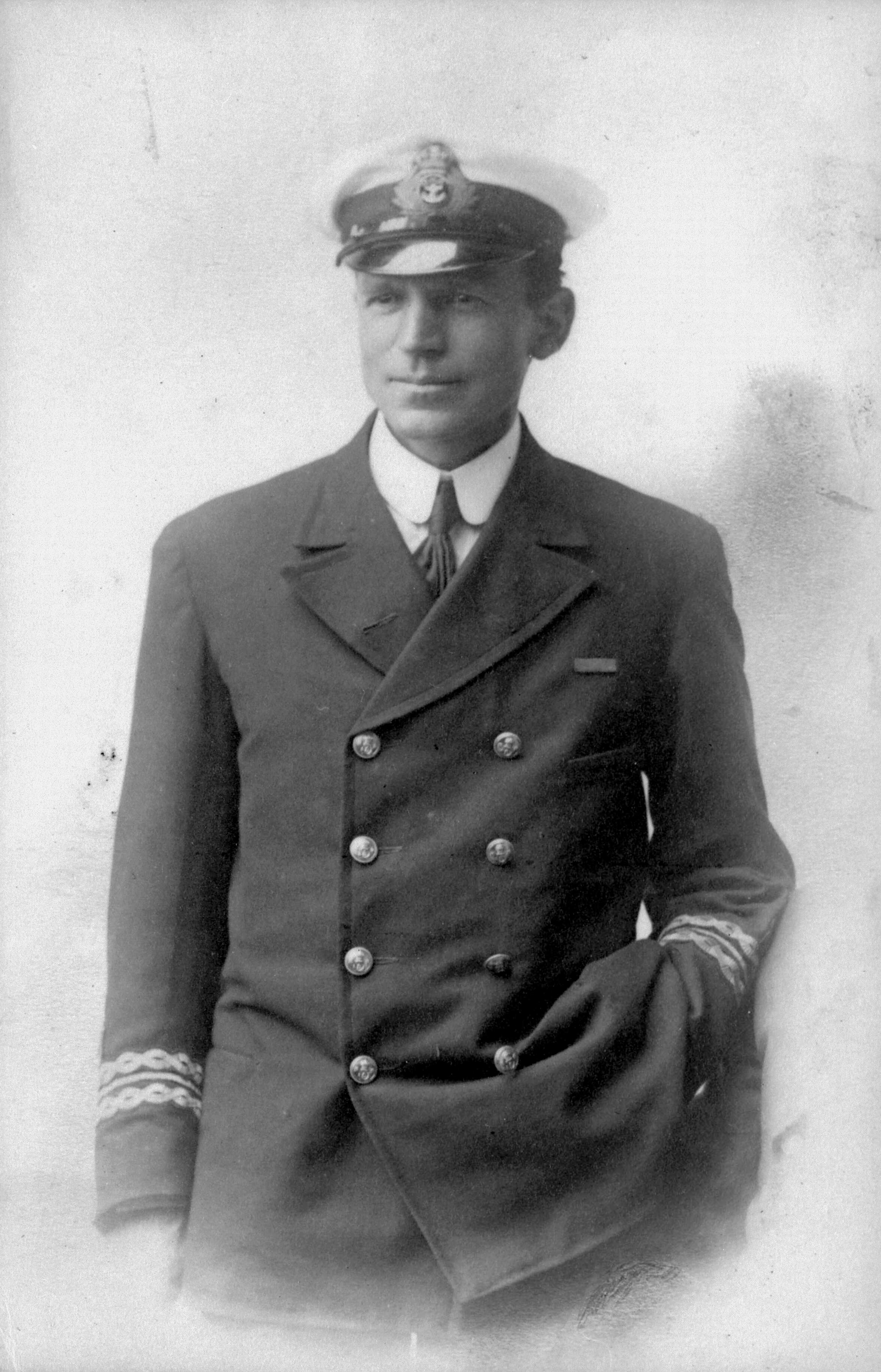
イギリス海軍予備員大尉の征服を着たワースリー、1917年

1917年9月下旬、ワースリーとPC.61はアイルランドの南をパトロールしていた。9月26日、近くにいたタンカーがUボートSMUC-33からの魚雷に攻撃された。爆発を目撃したワースリーは推進力を緩りと落とし、その地域から去ろうとしているようにUボートの乗組員に思い込ませ、水面に誘い出せると期待していた。この偽装が成功し、UC-33が浮上した。その甲板にある大砲でタンカーを沈めようとしていた。ワースリーは即座に全速前進を命じた。その大砲で攻撃できる位置に付けようとすれば時間を失うと考え、潜水艦に衝角攻撃を行うために衝突するコースを選んだ。高速で前進するとPC.61の船首に付けられた衝角が水面からかなり上がったので、潜水艦に丁度良い高さで当てるために、衝突する瞬間は少し速度を落とす必要があった。ワースリーはPC.61の速度を完璧に落として、潜水しようとしていたUC-33の船体中央部横腹に当てた。その潜水艦はほとんど全乗組員を乗せたまま急速に沈没したが、その艦長だけは取り残され、ワースリーに救助され、そのときに銀のホイッスルを渡した。損傷を受けたタンカーはウェールズのミルフォードヘイブンに曳航されたが、それには12時間を要したので、地域にいた他のUボートも誘き出すものになっていた。
ワースリーはUC-33を沈めた功績で殊勲従軍勲章を受章し、それについてシャクルトンが祝電を送って来た。1918年9月、ワースリーは地中海で任務に当たるQシップのHMSパンガロス艦長に指名された。この艦はそれまでゴードン・キャンベル中佐が指揮していた。戦争が終わり近くなると、ワースリーはその新しい地位で興奮するような機会がなかった。

### 北ロシア
ワースリーはパンガロスが基地にしているジブラルタルに行く途中でロンドンを通り、シャクルトンと会った。シャクルトンはつい最近、ボルシェビキと戦う白軍を支援するために、北ロシアを対象にした国際組織に陸軍省から指名されたばかりだった。シャクルトンが極圏の専門家であることは陸軍省も認めるところであり、暫定少佐の位を与えられて冬のムルマンスク配置に備えて準備をしているところだった。シャクルトンは既にエンデュアランスのベテラン数人を徴募しており、行動を求めていたワースリーにもこの組織に加わるよう転籍を手配した。ワースリーはこのとき海軍少佐となり、翌月にはムルマンスクに出発した。
ワースリーはロシアに到着した後、アークエンジェルに行くように選ばれ、そこに駐屯するイギリス軍のために装備と物資を手配した。その極圏での経験から得られた助言を行い、兵士達には与えられた資源を如何にうまく使うかを教え、またスキーの使い方を訓練した。何度かパトロールにも参加し、士官が不足していたので、イギリス歩兵小隊の指揮を執ることもあった。1919年4月、ムルマンスク勤務に戻され、砲艦HMSクリケットの艦長になった。この艦でドビニア川を遡り、ボルシェビキの砲艦や川沿いの村を標的にした。冬の間にボルシェビキに奪われた領域を奪い返す作戦では、川岸に沿って移動するイギリス軍、白軍の支援も行った。
ワースリーはクリケットを2か月間指揮した後、モニター艦HMSM24、および補給艦HMSフォックスの艦長になった。その後ハンプシャー連隊に入れるようにしたので、艦長の時期は短かった。8月、ワースリーはボルシェビキの前線背後への襲撃に参加した。その25名の襲撃隊は電報線を盗聴することで有益な情報を入手し、ボルシェビキの輸送部隊を待ち伏せしたが、その襲撃隊の存在が直ぐに知られて、200名以上のボルシェビキ部隊に追撃された。その隊を指揮していた大尉が森の中で道に迷い、その後の方向付けをワースリーに委ねた。ワースリーは25名全員を安全な所まで誘導できた。ワースリーはこのときの功績で殊勲従軍勲章にバーを追加された。その授章理由は次の様になっていた。
1919年8月2日から5日にかけて、北ロシアのポチャで示された勇敢さを認めて。この士官は敵前線の背後に長い距離を入る大きな危険性と困難さのあるパトロールの1つを形成し、間違いなく快活な指導力により、大変な状況下で隊員全ての士気を保った。敵前線の背後にある歩いて渡れない川に橋を架けることを手伝うことで、作戦の成功に大きく貢献した。—The London Gazette, No. 31604, 14 October 1919.
1919年遅くに連合軍がムルマンスクとアークエンジェルを離れたとき、ワースリーはロンドンに戻った。その功績について、ロシアからはセントスタニスラウス勲章に指名されたことで報いられた。ワースリーは1920年1月2日付で除隊し、イギリス海軍予備員の退役者リストに入った。その年後半、バッキンガム宮殿での儀式で、イギリスに尽くしたその功績を称え、大英帝国勲章を授けられた。

## クエスト
ワースリーはシャクルトンとの接触を絶やさないようにしていた。シャクルトンは北極への遠征を企画しようとしており、ワースリーにとってはその事業で適当な地位を確保できる期待があった。しかし、その遠征がまだ実現まで時間が掛かっている間に、ワースリーは友人のステンハウスと共に船舶運輸会社を興した。この会社、ステンハウス・ワースリー & Co. は1隻のスクーナー、アニーを購入し、バルト海諸国と貿易をするつもりでいた。しかしバルト海の貨物市場が大変な時代になり、その計画が潰れたので、イギリス沿岸での貨物輸送を始めた。1920年後半、ワースリーとステンハウスはアイスランドへの貿易航海に行った。アニーは往路で貨物を積んでいったが、アイスランドの海岸で遠隔の港からイングランドへ積んでいく貨物を積むために回航しているときに、難破しそうになった。天候と海の状態が悪く、アニーは1921年2月までアイスランドに止められていたが、その後にやっとイギリスまで貨物を運ぶことができた。その時までにシャクルトンがその遠征計画を推進できるようになっており、ワースリーには遠征船クエストの船長就任を望んだので、ワースリーも直ぐに承諾した。

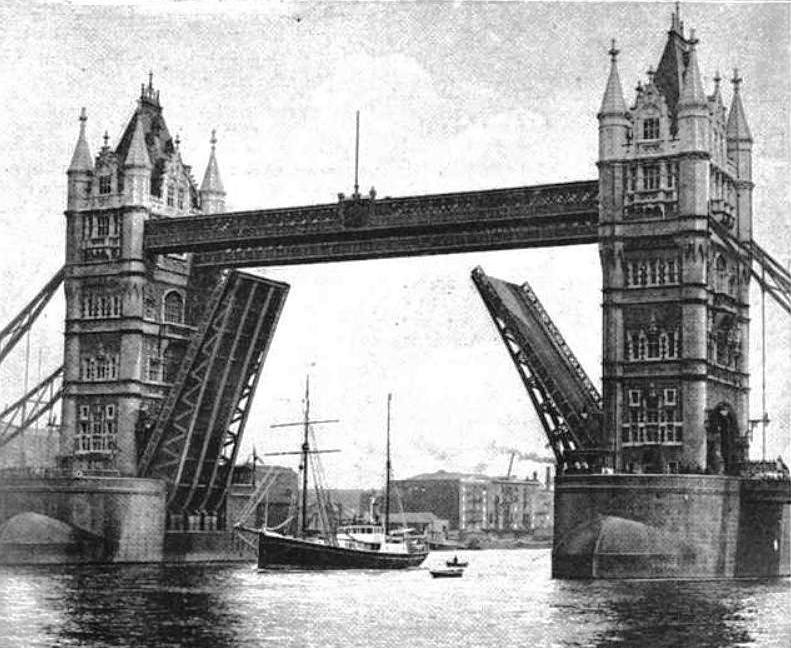
ロンドンのタワー・ブリッジ下を通過するクエスト

カナダ政府が約束していたこの遠征に対する財政支援を取り下げた後で、その代わりの出資元を見つけるために時間が掛かり、北極への航海シーズンには間に合わなくなった。シャクルトンはそれ以上出発を遅らせることを望まず、行く先を南に変更して、南極大陸を周回することにした。この遠征はシャクルトン＝ローウェット遠征と呼ばれ（シャクルトンの級友ジョン・ローウェットが主たる後援者だった）、亜南極の諸島を発見し、太平洋諸島で南の冬を過ごすことも目的にしていた。この遠征にはワースリー以外にもエンデュアランス遠征のベテラン数人が参加した。フランク・ワイルドは再度副隊長になった。レナード・ハッシーが気象学者だった。ワースリーはクエストの船長だったが、この遠征隊の水路測量技師でもあった。
クエストは艇長111フィート (34 m)、ノルウェーで建造された2本マストのアザラシ漁船であり、1921年9月18日に出港した。間もなく問題が起きた。この船はうまく航行できず、水漏れも起きた。エンジンにも問題があった。ポルトガルで修理のために1週間を使い、大西洋を渡った後は、リオデジャネイロのドックで1か月を費やすことになった。ブラジルに居る間に、それまで暫く健康状態の悪かったシャクルトンは心臓病を患っていた。それについては治療を断り、12月18日にサウスジョージア島に向けて出発した。1922年1月4日に島が視認され、ワースリーとシャクルトンは「興奮した1組の子供のように」なって、1916年に経験したサウスジョージアの通りから目印を指さしていた。翌日、シャクルトンは強い心臓発作を発症した。ワースリーはその親友を失ったことについて、「恐ろしいほど悲しい打撃だ。その欠点はあったとしてもこの世で最大級に潔癖な親愛なる友を失くした。」と表現していた。
この悲劇はあったものの、遠征はワイルドを隊長として続けられ、ハッシーがシャクルトンの遺体と共にイングランドに戻った。1月22日、ワースリーに重大な事故に見舞われた。航行していたクエストが大きく横揺れし、救命ボートを留めていたロープが切れた。このボートには物資がたっぷり積まれたまま、操舵室に振られ、船橋を背にしていたワースリーに当たった。ワースリーはろっ骨を何本か折り、数日間は休む必要があった。3月末までに船は短期間ウェッデル海の氷に捕まえられていた後、エレファント島に到着した。遠征隊がその後サウスジョージアに戻ると、ハッシーが待っていた。シャクルトンの未亡人が、遺骸をサウスジョージアに埋葬するよう指示してきたので、ハッシーは2月下旬に島に戻り、未亡人の要求を満たそうとしていた。
ワースリーと遠征隊の他の隊員はサウスジョージア島で数週間を過ごし、キングエドワード・コーブにシャクルトンの記念ケアンを建てる支援を行った。その後南極海のトリスタンダクーニャに行って、ワースリーが幾らかの地図化作業を行った。他にもケープタウン、アセンション島、セントヘレナに寄港し、1922年9月にイングランドに戻って来た。

## 北極海
イングランドに戻ったワースリーは大西洋の海運貿易に携わった。1923年にはジョージ・コクランの船長となり、モントリオールにラム酒を運んだ。翌年はキャサリン・アニーの指揮を執ったが、オークニー諸島で難破した。ワースリーは乗組員を脱出させた後で、被災した船を離れ、無事に丘に戻ることができた。
カナダを訪れているときに、若いカナダ人グレッティア・アルガーソンと知り合いになった。アルガーソンはアイスランド人の子孫であり北極海航海用の船を準備していた。その航海は北海にいるときに漂流物と衝突したために短期間で打ち切られた。それに懲りないアルガーソンは翌年の遠征の準備に取り掛かり、前の航海の経験から助言を与えていたワースリーに参加を要請してきた。その計画は北極圏内にあるスピッツベルゲンまで航海し、そこからアルガーソンが飛行機で北極点まで飛び、そこで飛行機を落として操縦士と共に橇で戻ってくるというものだった。アルガーソンがこの遠征のために購入した、全長99フィート (30 m)、ディーゼル機関推進のブリガンティンアイランドの船長がワースリーだった。適当な飛行機が見つからず、予算不足のために計画された飛行は中止された。しかし、15人の隊員による遠征はアルガーソン北極遠征と呼ばれ、実行に移された。その目的は特定場所の地図化や科学的観測であり、中でもスピッツベルゲンの北東にあって1707年以降視認されていなかったジリスランドの探索、スピッツベルゲンとゼムリャフランツァヨシファの間にある大陸棚の水深測定があった。飛行機が飛ぶことは無かったが、この遠征の焦点は主に海洋に関わることであり、アルガーソンがワースリーに共同指揮を提案し、ワースリーも受け入れた。アイランドは1925年6月21日にリヴァプールを出港した。
スピッツベルゲンの西側を航行しているときに、アイランドのプロペラの1枚が浮氷に当たって損傷した。エンジンを回すと、大きな振動が感じられたので、帆走で北へ進むことを強いられ、叢氷に突き当たるまでジリスランドを探していた。そうしている間に水深も測られ、スピッツベルゲンとゼムリャフランツァヨシファ諸島の間に海底の平原があることが確認された。その後南に転じて、スピッツベルゲンの北岸を航行し、まだ海図に無かった港を発見して、アルガーソンがワースリー港と命名した。続いて船はさらにジリスランドを探して北に向かったが、氷に捕まってしまった。ワースリーはこの機会を捉えて氷のドックにし、損傷を受けていた舵の修理を行わせた。氷の中に2週間留まっていた後、エンジンを使って氷を割って進んだが、その過程でプロペラの最後の刃まで失われた。
アイランドはこのとき事実上エンジンが無いに等しかったが、ゼムリャフランツァヨシファに向かうワースリーを怯ませることはなかった。ワースリーはそのことを「極地の叢氷との最後の助けの無い戦闘」と表現していた。8月、ワースリーはゼムリャフランツァヨシファ諸島南部の1つ、ケープ・バレンツに上陸し、ユニオンジャックを立てた。ダニーデン出身だった船の機関士と共にゼムリャフランツァヨシファに初めて上陸したニュージーランド人だと主張した。この遠征は、参加者の同意を得てイギリス北極遠征と改名されており、叢氷を抜けて北に進む道を見出す試みが何度か行われ、ジリスランドへの諸島を抜け、スピッツベルゲンに戻ってきた最初の帆船になるというワースリーの希望があったが、結局不成功だった。ある時にはアイランドが大きな氷山と衝突しそうになったが、ワースリーがボートを降ろして船を曳かせ、衝突を免れさせた。
9月14日、遂にジリスランドと考えられるものが数マイル先に視認された。アイランドはそれを確認できるだけ近くに寄れなかったが、ワースリーはそれが海図化された位置の西にあるとしていた。それがジリスランドであるならば、200年ぶりに視認されたことになるはずだった。ジリスランドは現在の海図にも示されていない。船はその後、ノース・イースト・ランドに進み、それを周航している間に、この遠征では最北端である北緯81度15分に達した。ワースリーはその地点にニュージーランド国旗を靡かせることにした。その後遠征隊はスピッツベルゲンに向かい、10月半ばに島のグリーンハーバーに到着した。グリーンハーバーが冬の間閉鎖される前に、船のエンジンを修理できなかったので、ワースリーはトロムソまで曳航されることを承認した。そのことがこの遠征の終了ということになった。ワースリーは後にこの航海のことを『凍った北極の帆の下で』に書き、1927年に出版した。

## ロンドンでの生活
ワースリーは北極航海を終えた後で、ロンドンでの生活に戻り、そこではシャクルトンや戦時軍務での功績があったのでかなり高い水準の暮らしを送ることができた1926年、ワースリーはジーン・カミングと結婚した。カミングは1920年にロンドンのニュージーランド・ハウスで、ワースリーの手紙を集めているときに彼と出逢っていた。ワースリーにとっては再婚だった。最初の結婚は1907年にセオドラ・ブラックデンとしていたが、ロシアからワースリーが戻るまでにセオドラが彼の元を去っていた。二人に子供はいなかった。離婚手続きが終わるには数年間を要した。カミングは30歳近く年下だった。ワースリーは貿易航海の合間に本や記事を書いていた。それらの中で『シャクルトンのボートの旅』と『サウスジョージアへの渡海』の2作は1924年に定期雑誌「ブルー・ピーター」でシリーズとして掲載され、評判が良かった。これらの作品は1931年に単行本で纏められた。その本は1919年に出版されたシャクルトン作『南』よりも優れていると見なされた。1938年、4作目である『横帆船の最初の航海』が出版された。ワースリーは経済的に困るようになると（それはしばしばあった）、本を書いて金にした。その話題は遠征に使った犬から、エレファント島で共に暮らした者達のパイプ喫煙習慣まで幅広かった。
ワースリーは収入のために講演旅行も行い、その出版記録によってその履歴が強化された。人生の後半で船に乗ることは少なくなり、その講演が収入源としてより重要になった。おもにシャクルトンとの航海について話し、その話を強化するためにシャクルトンの妻が夫のスライドを貸し出すこともあった。後年、自分自身の航海に関する話をレパートリーに加えた。その講演は評判が良く、地方紙で温かく取り上げられた。その評判は1933年に公開された映画『南』に登場してさらに上昇した。この映画でワースリーは訛りの無い語りを務めた。この映画はエンデュアランス遠征に関するフランク・ハーリーの映画用フィルムに基づいており、写真のスライドも挿入された。ワースリーも実物でこの映画に登場しており、観衆に遠征で得られた幾つかの遺産を見せている。ワースリーの著作と同様に、この映画も評判が良かった。
1930年代、ワースリーはヨットとシップの供給会社であるインレイ・ローリー・ノリー & ウィルソン・リミテッドに参加した。その個人的な経験が会社の販売用カタログで重要な要素になった。1937年、この会社は50以上の配達航海を行った。その中でも最長期間になったのは香港に送った蒸気船であり、3か月掛かった。これらの航海の中で多くにワースリーがジーンを同行しており、二人で航海を楽しんだ。

## 宝探し
ワースリーは60歳代になっても冒険を求めた。1934年ココ島に海賊が隠したとされる宝を突き止めるために組織されたトレジャリー・リカバリー限定遠征への参加を求められた。むかしこの島は南アメリカからスペイン本国まで金を運ぶスペイン船を襲うために、海賊が基地として使った島だった。この遠征を行ったとき、500万ないし2,500万ポンドの金銀が島に埋められていると考えられていた。ワースリーはジーンを伴い、ココ島に向けて1934年9月にクイーン・オブ・スコッツに乗船した。10月に島に到着すると、ココ島で最も安全な上陸点であるウェファー湾のビレッジに、物資を荷卸しすることを助けた。この島はコスタリカの沖にあり、森が深く、捜索点を切り開くのは骨の折れる仕事だった。クイーン・オブ・スコッツはこの遠征の需要には大きすぎることが分かったので、ワースリーはパナマ運河を通ってイングランドに戻った。ワースリーが代替船を探し、補給物資を持って戻る責任があった。
ワースリーはその途中で、コスタリカ政府が遠征隊の計画について知らされていないことで不満であり、宝探しの者達をココ島から強制排除するつもりでいることがわかった。ワースリーが個人的にコスタリカ大統領宛て電報を打ち、その後にイングランドで宣伝が行われたにも拘わらず、遠征隊員の幾人かがパナマへ強制退去させられた。他の者は護衛付きでココ島に残った。この時までに遠征隊長がイングランドに戻っており、ワースリーは残っている者の指導者になっていた。ワースリーは自分の資金から残っている者の滞在費を出したが、最終的に残っていた者達もパナマへ送られ、解雇された。
この遠征隊が再招集され、コスタリカ政府からの妥協を引き出した後、翌年には島に戻った。ワースリーは遠征隊の新しいヨットベラシティを駆ってイングランドからココ島に渡ったが、トラブルの多い航海だった。このときもジーンを伴っていた。この遠征は資金が足りず、物資が不足していた。途中で起きた機械部品の故障も航海の障害になった。ココ島に到着した時までに、ワースリーが遠征の指導者に指名されていた。金属探査機で広範な探査が行われたが、9月まで宝の兆候も出てこなかった。ワースリーは10月からロンドンで講演のシーズンが始まることもあり、9月初旬には島を離れた。これが遠征との最後の関わりとなり、その9か月後に宝探しは失敗になった。遠征は資金が尽きたときに終わりとなった。成功は無かったが、ワースリーはそれでもこの島に宝があるはずだと考え、戻って来たいと思っていた。結局それは叶わなかったが、この宝探しはその講演旅行に多くの題材を提供してくれた。

## 晩年
第二次世界大戦が1939年9月に始まると、ワースリーは戦争遂行に貢献したいと願った。既に67歳になっており、イギリス海軍予備員に招集されることはなかった。最終的に国際赤十字に加入し、フランスに行って、フォニー戦争の間にイギリス遠征隊の兵士に講演を行った。短期間で終わった冬戦争では、フィンランドに行ってフィンランド人と共にロシアと戦うスウェーデン人に武器を供給するよう陸軍省に支援を求めた。1940年4月に別のイギリス遠征隊がノルウェーでスウェーデンとの鉄道接続を確保するために送られたとき、その国でも活動部隊を持つつもりだった赤十字は、ワースリーを「先乗り代理人・ノルウェー」に指名した。ワースリーは部隊のために準備をしたが、ドイツがナルヴィクを占領した後、赤十字にとって巻き込まれるのは非常に危険なものになった。ワースリーは短期間ノルウェーを訪れた後、イギリスに戻った 。

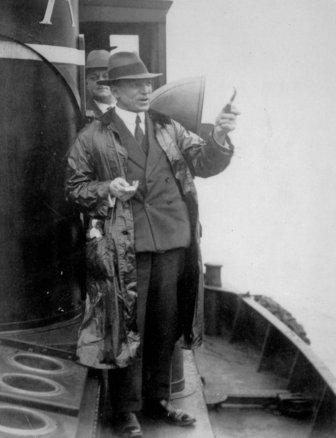
1940年から1941年のワースリー、おそらくダルリアダの艦上

ワースリーはロンドンのバラムで赤十字訓練施設の指導者になったが、その後応募者が少なかったために閉鎖された。この時期、繰り返し陸軍省に手紙を書いて、1925年の北極遠征で土地勘のあったスピッツベルゲンに大砲を上陸させることなど、ノルウェーに関わる様々な計画を提案し、その奉仕も提案した。
最終的には年齢を64歳と偽って（実際には69歳だった）商船海軍の仕事を見つけ、1941年に8月にはダルリアダの艦長に指名された。シーアネスの港口に難破船が無いように努め、引き揚げ作業も行った。ワースリーが指揮したのはほんの数か月のことであり、その艦を所有している会社がワースリーの本当の年齢を知って解任したからだった。ワースリーは商船海軍予備役に置かれたことに満足せず、有益な地位を求めて活動を続けた。
1942年4月、ワースリーはイギリス海軍志願予備役の訓練施設、サセックスのHMSキングアルフレッドスタッフに指名され、海図や水先案内術に関する講義を行った。その2か月後には、グリニッジのイギリス海軍カレッジに転籍となった。サセックスにいるときに、その健康が衰え始め、パイプ喫煙を減らすことになった。グリニッジでの数か月後、発病して入院した。肺がんと診断されたが、海軍の医師はワースリーのためにほとんど何もできず、退院させられた。ワースリーはその人生の最後の日々を妻と共に、サリーのクレイゲイトに住んでいる親友バンフォード家で過ごすことにした。ワースリーは1943年2月1日にバンフォードの家で死んだ。イギリス海軍カレッジの礼拝堂で2月3日に行われた大勢の参加した礼拝の後で、火葬にされた。その棺桶はニュージーランド国旗と、1921年から1922年にクエスト艦上で翻っていたワースリー個人の旗で飾られた。その遺灰はテムズ川河口、ノア灯台船近くで撒かれた。
ワースリーの死後、未亡人のジーンは未出版の日記をスコット極圏研究所に寄付した。ジーンはそれ以前に長く住んでいたアバディーンに戻り、そこで母と共に暮らした。ジーンは母の死後にクレイゲイトに移転し、バンフォード家と共に暮らした。その晩年は比較的豊かだった。ワースリーは市の数年前にベネズエラ石油の株に投資しており、それがシェル石油となって、ジーンに大きな利益を与えた。ジーンは1978年、78歳のときにバンフォード家で死んだ。それは夫が死のときに使っていたのと同じ部屋だった。この夫婦に子供は居なかった。

## 遺産

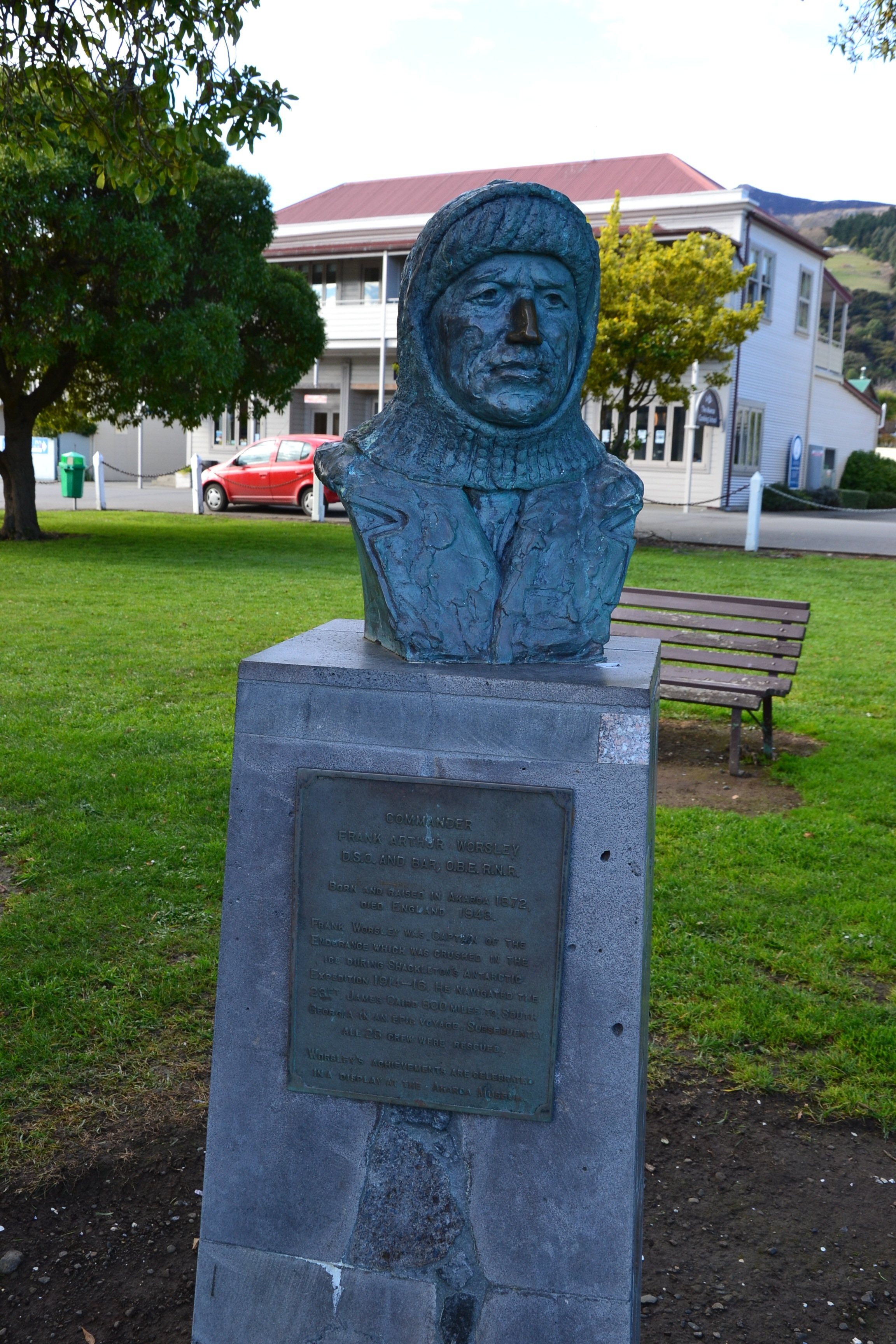
アカロアにあるフランク・ワースリーの胸像

フランク・ワースリーの胸像がその生誕地ニュージーランドのアカロアにある。この彫刻は、クライストチャーチのスティーブン・グリーソンが制作し、2004年に除幕された。町の博物館もワースリーが指揮していたPC.61の旗を展示している。
サウスジョージアのワースリー山、イギリス領南極地域のケープ・ワースリー、ロス海属領のワースリー・アイスフォールとスピッツベルゲンのワースリー港など、ワースリーの名前を冠する地名が幾つかある。クライストチャーチ郊外、クラクロフトのワースリーズ道路はその祖父にちなむ命名であり、その農園に繋ぐ道路として祖父が建設した。